# 2019-es Formula–2 magyar nagydíj
A 2019-es Formula–2 magyar nagydíj egy két futamból álló versenyhétvége volt, amelyet augusztus 3–4. között rendeztek meg a Hungaroring versenypályán Mogyoródon. Ez volt a nyolcadik fordulója a 2019-es FIA Formula–2 szezonnak. A versenyeket az Formula–1 magyar nagydíj betétfutamaiként tartották meg. A főversenyt a kanadai Nicholas Latifi, míg a sprintversenyt a német Mick Schumacher nyerte meg.

## Eredmények

### Kvalifikáció
| Poz.                  | #  | Versenyző            | Csapat                        | Idő        | Különbség | Rajthely |
| --------------------- | -- | -------------------- | ----------------------------- | ---------- | --------- | -------- |
| 1                     | 4  | Nyck de Vries        | ART Grand Prix                | 1:49.809   | –         | 1        |
| 2                     | 8  | Luca Ghiotto         | UNI-Virtuosi                  | 1:50.036   | +0.227    | 2        |
| 3                     | 6  | Nicholas Latifi      | DAMS                          | 1:50.578   | +0.769    | 3        |
| 4                     | 9  | Mick Schumacher      | Prema Racing                  | 1:50.748   | +0.939    | 4        |
| 5                     | 1  | Louis Delétraz       | Carlin                        | 1:50.853   | +1.044    | 5        |
| 6                     | 11 | Callum Ilott         | Sauber Junior Team by Charouz | 1:50.871   | +1.062    | 6        |
| 7                     | 15 | Jack Aitken          | Campos Racing                 | 1:50.962   | +1.153    | 7        |
| 8                     | 2  | Macusita Nobuharu    | Carlin                        | 1:51.408   | +1.599    | 8        |
| 9                     | 7  | Csou Kuan-jü         | UNI-Virtuosi                  | 1:51.573   | +1.764    | 9        |
| 10                    | 16 | Jordan King          | MP Motorsport                 | 1:51.717   | +1.908    | 10       |
| 11                    | 12 | Juan Manuel Correa   | Sauber Junior Team by Charouz | 1:51.788   | +1.979    | 11       |
| 12                    | 5  | Sérgio Sette Câmara  | DAMS                          | 1:51.817   | +2.008    | 12       |
| 13                    | 20 | Giuliano Alesi       | Trident                       | 1:52.644   | +2.835    | 13       |
| 14                    | 14 | Arjun Maini          | Campos Racing                 | 1:52.718   | +2.909    | 14       |
| 15                    | 21 | Ralph Boschung       | Trident                       | 1:52.956   | +3.147    | 15       |
| 16                    | 10 | Sean Gelael          | Prema Racing                  | 1:52.995   | +3.186    | 17[a]    |
| 17                    | 17 | Mahaveer Raghunathan | MP Motorsport                 | 1:55.217   | +5.408    | 16       |
| 107%-os idő: 1:57.496 |    |                      |                               |            |           |          |
| Kíz                   | 19 | Anthoine Hubert      | BWT Arden                     | Idő nélkül |           | 18[b]    |
| Kíz                   | 18 | Tatiana Calderón     | BWT Arden                     | Idő nélkül |           | 20[b]    |
| —                     | 3  | Nyikita Mazepin      | ART Grand Prix                | Idő nélkül |           | 19       |
| Forrás:               |    |                      |                               |            |           |          |

Megjegyzések:
- ↑ a:  – Sean Gelael a három rajthelyes büntetését ezen a fordulón tölti le, miután az előző versenyhétvégén visszalépett a versenyekből.
- ↑ b:  – Anthoine Hubert és Tatiana Calderón szabálytalan abroncsokkal teljesítették a kvalifikációt, így idejeiket törölték és kizárták őket. Mindketten engedélyt kaptak a futamokon való indulásra.

### Főverseny
| Poz.                                                              | #  | Versenyző            | Csapat                        | Körök | Idő/Kiesés  | Rajthely | Pont |
| ----------------------------------------------------------------- | -- | -------------------- | ----------------------------- | ----- | ----------- | -------- | ---- |
| 1                                                                 | 6  | Nicholas Latifi      | DAMS                          | 37    | 1:02:40.675 | 3        | 25   |
| 2                                                                 | 4  | Nyck de Vries        | ART Grand Prix                | 37    | +0.752      | 1        | 18+4 |
| 3                                                                 | 15 | Jack Aitken          | Campos Racing                 | 37    | +1.045      | 7        | 15   |
| 4                                                                 | 8  | Luca Ghiotto         | UNI-Virtuosi                  | 37    | +2.995      | 2        | 12   |
| 5                                                                 | 5  | Sérgio Sette Câmara  | DAMS                          | 37    | +4.144      | 12       | 10   |
| 6                                                                 | 16 | Jordan King          | MP Motorsport                 | 37    | +5.048      | 10       | 8+2  |
| 7                                                                 | 2  | Macusita Nobuharu    | Carlin                        | 37    | +5.282      | 8        | 6    |
| 8                                                                 | 9  | Mick Schumacher      | Prema Racing                  | 37    | +15.807     | 4        | 4    |
| 9                                                                 | 7  | Csou Kuan-jü         | UNI-Virtuosi                  | 37    | +17.795     | 9        | 2    |
| 10                                                                | 11 | Callum Ilott         | Sauber Junior Team by Charouz | 37    | +18.562     | 6        | 1    |
| 11                                                                | 19 | Anthoine Hubert      | BWT Arden                     | 37    | +20.018     | 18       |      |
| 12                                                                | 3  | Nyikita Mazepin      | ART Grand Prix                | 37    | +22.072     | 19       |      |
| 13                                                                | 20 | Giuliano Alesi       | Trident                       | 37    | +22.754     | 13       |      |
| 14                                                                | 12 | Juan Manuel Correa   | Sauber Junior Team by Charouz | 37    | +23.756     | 11       |      |
| 15                                                                | 10 | Sean Gelael          | Prema Racing                  | 37    | +28.183[c]  | 17       |      |
| 16                                                                | 18 | Tatiana Calderón     | BWT Arden                     | 37    | +1:15.823   | 20       |      |
| 17                                                                | 17 | Mahaveer Raghunathan | MP Motorsport                 | 37    | +1:16.712   | 16       |      |
| 18                                                                | 21 | Ralph Boschung       | Trident                       | 33    | Motor       | 15       |      |
| Ki                                                                | 14 | Arjun Maini          | Campos Racing                 | 17    | Technikai   | 14       |      |
| Ki                                                                | 1  | Louis Delétraz       | Carlin                        | 3     | Technikai   | 5        |      |
| Leggyorsabb kör: Jordan King (MP Motorsport) — 1:32.436 (33. kör) |    |                      |                               |       |             |          |      |
| Forrás:                                                           |    |                      |                               |       |             |          |      |

Megjegyzés:
- ↑ c:  – Sean Gelael egy öt másodperces büntetést kapott, amiért a bokszutcában a megengedett sebességhatárt túllépte.

### Sprintverseny
| Poz.                                                            | #  | Versenyző            | Csapat                        | Körök | Idő/Kiesés | Rajthely | Pont |
| --------------------------------------------------------------- | -- | -------------------- | ----------------------------- | ----- | ---------- | -------- | ---- |
| 1                                                               | 9  | Mick Schumacher      | Prema Racing                  | 28    | 43:59.841  | 1        | 15   |
| 2                                                               | 2  | Macusita Nobuharu    | Carlin                        | 28    | +1.453     | 2        | 12+2 |
| 3                                                               | 5  | Sérgio Sette Câmara  | DAMS                          | 28    | +3.396     | 4        | 10   |
| 4                                                               | 16 | Jordan King          | MP Motorsport                 | 28    | +4.177     | 3        | 8    |
| 5                                                               | 15 | Jack Aitken          | Campos Racing                 | 28    | +4.960     | 6        | 6    |
| 6                                                               | 4  | Nyck de Vries        | ART Grand Prix                | 28    | +11.428    | 7        | 4    |
| 7                                                               | 6  | Nicholas Latifi      | DAMS                          | 28    | +12.314    | 8        | 2    |
| 8                                                               | 8  | Luca Ghiotto         | UNI-Virtuosi                  | 28    | +12.930    | 5        | 1    |
| 9                                                               | 7  | Csou Kuan-jü         | UNI-Virtuosi                  | 28    | +13.821    | 9        |      |
| 10                                                              | 11 | Callum Ilott         | Sauber Junior Team by Charouz | 28    | +23.877    | 10       |      |
| 11                                                              | 19 | Anthoine Hubert      | BWT Arden                     | 28    | +26.891    | 11       |      |
| 12                                                              | 20 | Giuliano Alesi       | Trident                       | 28    | +29.527    | 13       |      |
| 13                                                              | 1  | Louis Delétraz       | Carlin                        | 28    | +35.741    | 20       |      |
| 14                                                              | 12 | Juan Manuel Correa   | Sauber Junior Team by Charouz | 28    | +38.514    | 14       |      |
| 15                                                              | 3  | Nyikita Mazepin      | ART Grand Prix                | 28    | +39.932    | 12       |      |
| 16                                                              | 14 | Arjun Maini          | Campos Racing                 | 28    | +40.093    | 19       |      |
| 17                                                              | 10 | Sean Gelael          | Prema Racing                  | 28    | +40.737    | 15       |      |
| 18                                                              | 21 | Ralph Boschung       | Trident                       | 28    | +42.857    | 18       |      |
| 19                                                              | 17 | Mahaveer Raghunathan | MP Motorsport                 | 28    | +59.688    | 17       |      |
| Ki                                                              | 18 | Tatiana Calderón     | BWT Arden                     | 7     |            | 16       |      |
| Leggyorsabb kör: Macusita Nobuharu (Carlin) — 1:33.056 (4. kör) |    |                      |                               |       |            |          |      |
| Forrás:                                                         |    |                      |                               |       |            |          |      |

## A bajnokság állása a verseny után
| H  | Versenyzők          | Pont | H  | Konstruktőrök  | Pont |
| -- | ------------------- | ---- | -- | -------------- | ---- |
| 1. | Nyck de Vries       | 196  | 1. | DAMS           | 307  |
| 2. | Nicholas Latifi     | 166  | 2. | UNI-Virtuosi   | 242  |
| 3. | Sérgio Sette Câmara | 141  | 3. | ART Grand Prix | 202  |
| 4. | Luca Ghiotto        | 135  | 4. | Campos Racing  | 164  |
| 5. | Jack Aitken         | 134  | 5. | Carlin         | 145  |